# Huw Nightingale
Huw Nightingale, né le 12 novembre 2001 au Royaume-Uni, est un snowboardeur britannique.

## Palmarès

### Championnats du monde
| Édition / Épreuve       | Snowboardcross | Par équipes |
| ----------------------- | -------------- | ----------- |
| Mondiaux 2023 Bakuriani |                | Or          |